# براندون بولك
براندون بولك (بالإنجليزية: Brandon Polk)‏ مواليد 9 يناير 1984 في ويتشيتا، هو لاعب كرة سلة أمريكي. بدأ مسيرته الاحترافية في سنة 2006. يحمل الرقم 29.

## المسيرة الاحترافية
لعب مع فريبورغ أولمبيك في موسم 2006–2007، ثم لعب مع نادي بريوغان لكرة السلة في الدوري الإسباني في سنة 2010، ثم لعب مع نادي بيناس ويسكا لكرة السلة في موسم 2010–2011.

## روابط خارجية
- براندون بولك على موقع كلية كرة السلة في سبورتس رفرنس.كوم (الإنجليزية)
- براندون بولك على موقع ريلجم (الإنجليزية)
- براندون بولك على موقع بروبوليرز (الإنجليزية)